# Népouite
La népouite è un minerale.